# Maelbeek (ruisseau)
Pour les articles homonymes, voir Maelbeek.
Ne doit pas être confondu avec Maalbeek (ruisseau).
 (septembre 2021).
Si vous disposez d'ouvrages ou d'articles de référence ou si vous connaissez des sites web de qualité traitant du thème abordé ici, merci de compléter l'article en donnant les références utiles à sa vérifiabilité et en les liant à la section « Notes et références ».
Le Maelbeek (en néerlandais : Maalbeek) est un ruisseau de Belgique, affluent de la Senne et sous-affluent de l'Escaut par la Dyle et le Rupel.

## Étymologie
Le nom « Maelbeek » vient des mots néerlandais « maal » ('malen' = moudre) et « beek » (ruisseau). L'étymologie de Molenbeek est la même que pour le Maelbeek : « ruisseau du moulin ».

## Géographie

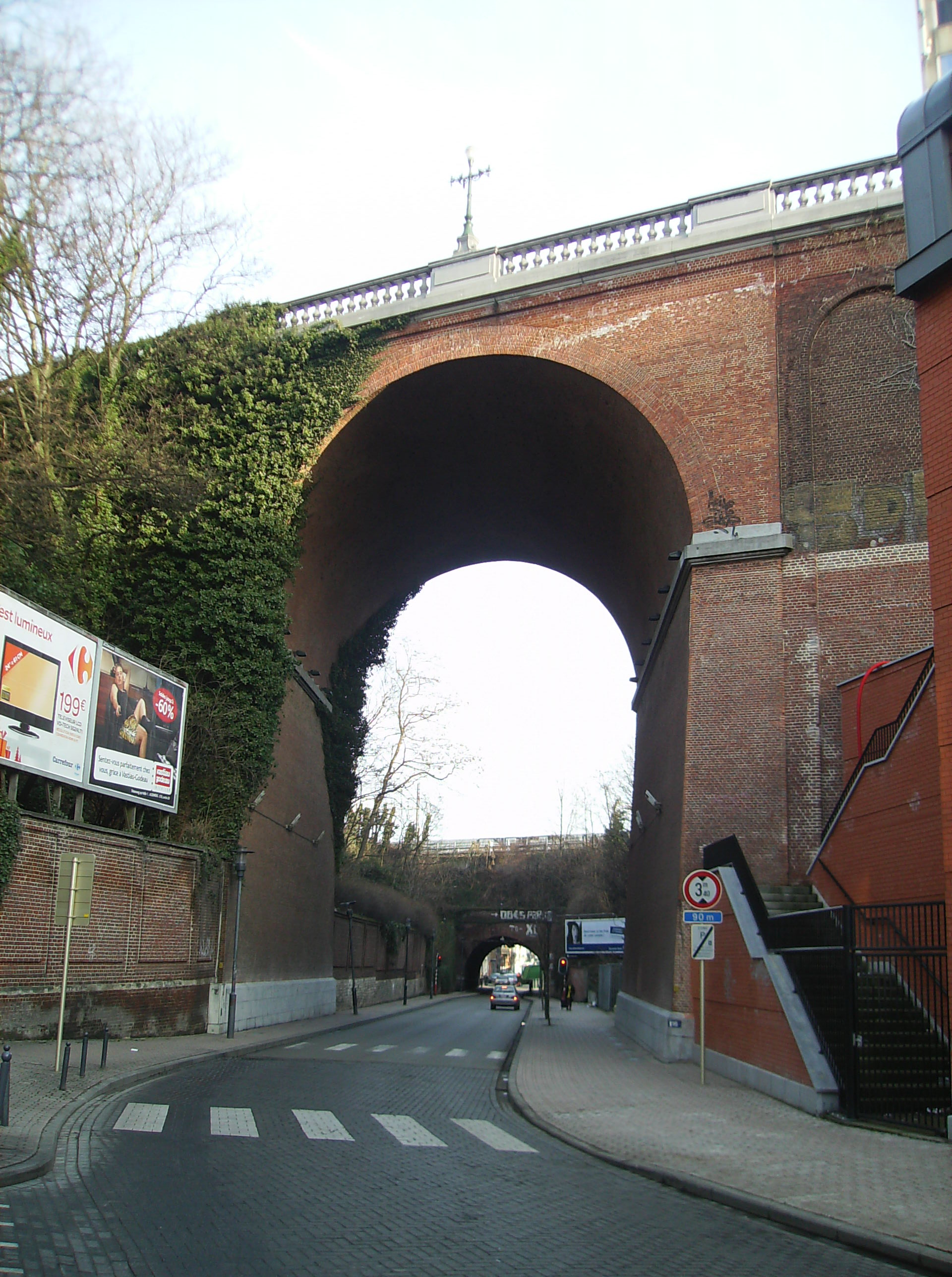
Pont de l'avenue de la Couronne sur la vallée du Maelbeek.

Le Maelbeek prend sa source au sud de Bruxelles sur le territoire des communes actuelles d'Ixelles et d'Etterbeek, puis traverse Saint-Josse-ten-Noode. Son confluent avec la Senne est situé à Schaerbeek. Depuis sa source à l’abbaye de la Cambre, il coulait à ciel ouvert parmi les prairies et traversait cinquante-huit étangs, notamment ceux d'Ixelles. De nombreux moulins et ateliers s’étaient établis sur ses rives.
Le bassin du Maelbeek est caractérisé par des pentes très fortes qui provoquent des crues brutales. Après la création de certains quartiers, le ruisseau, devenu torrentiel lors d’orages, provoquait des inondations et compromettait la salubrité publique. Le ruisseau fut voûté en 1872 et enfermé dans un pertuis. Bien qu'à peu près entièrement souterrain de nos jours, ce ruisseau ne se laisse pas oublier, non seulement par la station de métro qui lui doit son nom, mais aussi car la pente de ses berges indique à l'évidence que les rues qui suivent son cours (rue Gray, place Saint-Josse, rue des Coteaux, etc.) sont établies au fond d'une vallée.
De nos jours subsistent six étangs, ceux de l'abbaye de La Cambre, d'Ixelles (au nombre de deux), du parc Léopold, du square Marie-Louise et du parc Josaphat. La rue de l'Étang, à Etterbeek, rappelle un septième étang aujourd'hui asséché, que contournait en son temps la chaussée de Wavre.
Quatre ouvrages d'art majeurs enjambent le Maelbeek et sa vallée :   
- Le pont Gray-Couronne permet à l'avenue de la Couronne de franchir la rue Gray, sous laquelle coule le Maelbeek.
- Un étroit tunnel en briques sous le remblai de la ligne du Luxembourg permet d'y faire passer la rue Gray.
- Près de la gare de Bruxelles-Schuman et de la station de métro Maelbeek, deux ponts à poutres en béton ont été construits, respectivement pour la rue de la Loi et la ligne du Luxembourg (lignes 161 et 161A) ; ces ponts remplacent deux ponts à arc plus anciens, détruits lors de l'élargissement de la chaussée d'Etterbeek.

## Cours d'eau au nom similaire
En région flamande, il existe nombre de ruisseaux dénommés Maalbeek. Dans les environs de Bruxelles, il en existe un autre à Grimbergen et la Kleine Maalbeek (Petit Maalbeek) coule à Kraainem.
En plus du Molenbeek traversant les communes de Ganshoren, Jette et Bruxelles-Ville, deux autres coulent à Beersel et Laeken.

## Postérité
Une station de métro de Bruxelles porte le nom de Maelbeek.